# Escadron de soutien technique aéronautique 15.008 « Pilat »
L'Escadron de soutien technique aéronautique 15.008 « Pilat », ou ESTA 15.008 « Pilat » est une unité située sur la Base Aérienne 120 « Commandant Marzac ». 

Rattachée à la 8e escadre de chasse, elle effectue la mise en œuvre et la maintenance des Alphajet au profit de l'Escadron 3/8 « Côte d´Or ».

## Historique
Au départ, il fut nommé Groupe de Maintenance, puis Groupe d’Entretien et de Réparation des Matériels Spécialisés (GERMaS). Il prit ensuite le nom d'Escadron de Soutien Technique Spécialisé (ESTS). En 2009, cette unité a été rebaptisée Escadron de Soutien Technique Aéronautique 15.008 (ESTA). 

Le 28 septembre 2012, le Général Denis Mercier, Chef d’État-Major de l’Armée de l’air, a attribué le nom de baptême « Pilat » à l’unité, puisque cette dune, la plus haute d’Europe, est emblématique du Bassin d'Arcachon, région où est également implantée la Base Aérienne 120 de Cazaux.

## Les missions de l’ESTA
. L’unité est également soutien de la Patrouille de France. 
l’Escadron assure la maintenance et la mise en oeuvre des Alphajet de l’Escadron 3/8 « Côte d´Or ».
Il assure également de nombreuses prestations techniques au profit :
- des autres unités de la BA 120, comme par exemple l'Escadron d'Hélicoptères 1/67 « Pyrénées »
- du 150th Squadron de la Republic of Singapore Air Force (RSAF),
- du site de Cazaux de la Direction Générale pour l’Armement – Essais en vol (DGA-EV).

## Insigne
Définition héraldique :
« Ecu moderne d’azur à deux pignons d’argent posés en pal et en perspective, deux foudres issant du cœur vers le chef, brochant, celui de dextre de jacinthe posé en bande, celui de senestre de gueules posé en barre, deux chevrons de sinople posés au chef, l’écu bordé et soutenu de deux mains d’or. »
Symbolisme de l'insigne :

L'insigne de l'ESTA 15.008 de Cazaux comprend les éléments symboliques suivants :
-	deux pignons crantés, disposés de manière à former le numéro de l’unité dont l'ESTA assure le soutien technique, la 8e Escadre de Chasse (8e EC),

-	deux éclairs, rouge et jaune, reprenant ceux portés par les Mystère IVA des EC 1/8 Saintonge et 2/8 Nice, et évoquant les spécialités des mécaniciens « radio », « radar » et « électronique »,

-	les chevrons verts, emblématique de la Chasse,

-	deux mains soutenant l’écu, soulignant l’importance de l’élément humain, mais aussi formant deux ailes stylisées, rappelant ainsi l’appartenance de l’unité à l’armée de l’air.